# Eva Nadia González
Eva Nadia González (Buenos Aires Argentina, 2 de septiembre de 1987) es una exfutbolista argentina que jugaba como defensora. Ha jugado con la selección de Argentina a nivel internacional y en clubes como 
Boca Juniors de la Primera División.

## Selección nacional
En noviembre de 2006, González anotó el primer gol para la victoria por 2-0 frente a  Brasil en la fase final del Campeonato Sudamericano Femenino 2006, importante triunfo con el que la selección argentina obtuvo el primer título de su historia y clasificó simultáneamente a la Copa Mundial Femenina de Fútbol  2007 y a los Juegos Olímpicos de Pekín 2008.
En la Copa del Mundo en China, tuvo un partido memorable contra la selección de Inglaterra. Siendo la capitana, anotó en contra el primer gol del partido y luego marcó de tiro libre el único tanto argentino. El encuentro se perdió por 6-1 y Argentina quedó eliminada del torneo en la fase de grupos, habiendo perdido también ante Alemania (11-0) y Japón (1-0).

### Participaciones en Copas del Mundo
| Torneo               | Sede  | Resultado    | Partidos | Goles | Asistencias |
| -------------------- | ----- | ------------ | -------- | ----- | ----------- |
| Copa Mundial de 2007 | China | Primera fase | 3        | 1     | 0           |